# Rhinocypha ignipennis
Rhinocypha ignipennis – gatunek ważki z rodziny Chlorocyphidae.